# 堺市役所

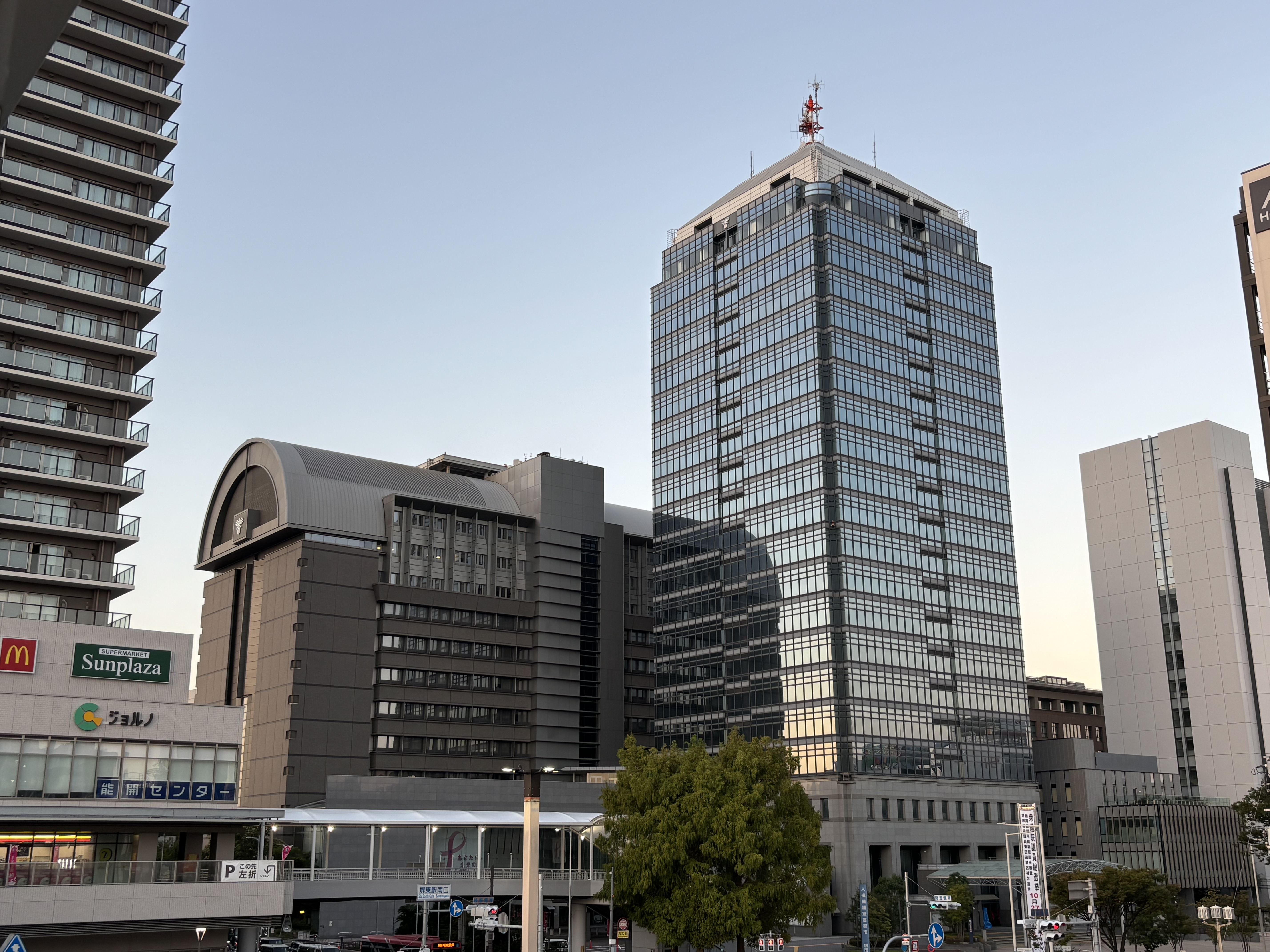
堺市役所・堺区役所

堺市役所（さかいしやくしょ）は、地方公共団体である堺市の執行機関としての事務を行う施設（役所）である。
2006年（平成18年）4月1日の政令指定都市移行に伴い、市役所本館の一部に堺区役所が設置された。

## 所在地
- 大阪府堺市堺区南瓦町3番1号 (北緯34度34分24.2秒 東経135度28分58.7秒 / 北緯34.573389度 東経135.482972度)

## 庁舎

### 市役所本館
| 階  | 堺市役所 |
| --- | --- |
| 12F | 議会、委員会室、議会傍聴席 |
| 11F | 議会、本会議場、議員控室 |
| 10F | 議長室、副議長室、議会運営委員会室、議会事務局（総務課、議事課、調査法制課）、議会図書室 |
| 9F  | ICTイノベーション推進室（ICT政策担当、ICT推進担当、情報インフラ担当、マイナンバーカード普及促進担当）                                                                                              |
| 8F  | 財政局 (契約部) 契約課、調達課、工事検査課、税務部（税政課、税務運営課、税務サービス課） 福祉保健局 (長寿社会部) 介護事業課                                                                        |
| 7F  | 健康福祉局（生活福祉部) 健康福祉総務課、地域共生推進課、生活援護管理課、長寿社会部（長寿支援課、介護保健課、国民健康保険課、年金課）、障害福祉部（障害施策推進課、障害支援課、障害福祉サービス課） |
| 6F  | 健康福祉局（健康部) 健康医療推進課、精神保健課）、(保健所) 保健医療課、感染症対策課、医療対策課、食品衛生課、環境薬務課                                                                            |
| 5F  | 市長公室広報部（広報課、広報戦略推進課、市政情報課）、総務局（総務部) 総務課、行政管理課、法制文書課、 (人事部) 人事課、労務課、人材開発課                                                         |
| 4F  | 市長室、副市長室、市長公室、秘書部（秘書課、政策推進担当、計画推進担当、先進事業担当、民間活力導入担当、広域連携担当）、財政局 (財政部) 資金課、財政課、財産活用課                                 |
| 3F  | 危機管理室（危機管理課、防災課）、堺区役所 (企画総務課、自治推進課、保険年金課、堺区選挙管理委員会事務局) 、堺市社会福祉協議会堺区事務所、堺基幹型包括支援センター、大会議場                       |
| 2F  | 文化観光局 観光部（観光企画課、観光推進課）、堺区役所 (堺保健福祉総合センター、生活援護第一課、生活援護第二課、地域福祉課、子育て支援課)                                                           |
| 1F  | 市民課、会計室（出納課、審査課）、指定金融機関、案内案内所 |
| B1F | レストラン、売店、職員会館、組合事務所、公用車駐車場 |
| B2F | 市民駐車場 |
|     | 堺区役所 |
| 3F  | 企画総務課、自治推進課、堺区選挙管理委員会、事務局 |
| 2F  | 保険年金課、堺保健福祉総合センター、生活援護第一課・第二課、地域福祉課 |
| 1F  | 市民課 |

### 市役所高層館
| 階     | 概 要 |
| ------ | --- |
| 21F    | 展望ロビー、観光情報コーナー、環境情報コーナー、喫茶コーナー |
| 20F    | 会議室、環境事業部（清掃工場建設室）、堺浜整備推進室（計画推進担当、基盤整備担当、臨海調整担当）、（財）堺都市政策研究所                                                                   |
| 19F    | 連続立体担当、用地課、土木部（河川水路課）、監査委員事務局（代表監査委員室） |
| 18F    | 建設総務課、土木部（土木監理課、路政課、法定外公共物課） |
| 17F    | 道路部（道路計画課、道路整備課、自転車道整備推進室、大和川線担当）、公園緑地部（公園管理課、緑政課、公園整備課、NTC整備担当）                                                              |
| 16F    | 建築都市局、技監室（建築都市総務課、都市計画部（都市計画課、交通計画課）、都心まちづくり推進室（都心活性化企画担当、都心活性化推進担当）、鉄軌道推進室（鉄軌道企画担当、鉄軌道推進担当）） |
| 15F    | 都市整備部（区画整理課）、建築部（建築監理課、建築課、設備課） |
| 14F    | 都市整備部（都市整備推進課、鳳地区整備担当）、住宅部（住宅まちづくり課、住宅管理課、住宅改良課）                                                                                           |
| 13F    | 開発調整部（開発調整課、開発指導課、指導監察課） |
| 12F    | 選挙管理委員会事務局、農業委員会事務局、人事委員会事務局 |
| 11F    | 学校教育部（学校総務担当、教務担当、生徒指導担当）、学校管理部（学務課、保健給食課、学童集団下痢症補償対策担当）                                                                           |
| 10F    | 教育長室総務部（総務課、教職員課、教育政策課、教育改革推進担当、幼児教育支援室） |
| 9F     | 放課後子ども支援課、地域教育振興課、学校管理部（施設課） |
| 8F     | 子育て支援部（子ども家庭課、子ども養護施策担当、保育課、保育施策推進担当、子ども青少年育成部、子ども青少年企画課、子ども育成課）、固定資産評価審査委員会                                   |
| 7F     | 産業政策部（企画総務担当、企業誘致担当）、商工部（商業流通課、ものづくり支援課、労働課）、農政部（農水産課、農業土木課）                                                                   |
| 6F     | 男女共同参画推進課、同和行政課、スポーツ部（スポーツ企画課、スポーツ推進課、NTC推進担当）、人権部（人権企画課、人権推進課）、人権教育部（人権教育課）                                      |
| 5F     | 環境総務課、循環型社会推進室、環境事業企画課、環境共生部（環境共生課、環境指導課）、環境都市推進室                                                                                         |
| 4F     | 国際部（国際課、アセアン交流推進室、国際交流コーナー）、文化部（文化課、施設整備担当）、環境事業部（環境事業管理課、北部環境事業推進センター）、本館連絡通路                               |
| 3F     | 市民生活部（市民人権総務課、住基・戸籍担当、地域活動促進課、市民協働担当、生涯学習課）、広報広聴部（市政情報課、市政情報センター）、本館連絡通路                                           |
| 2F     | パソコンふれあいステーション、本館連絡通路 |
| 1F     | 庁内案内所、授乳室 |
| B1-B2F | 公用車駐車場 |

このうち21Fの「展望ロビー」は9:00 - 21:00の間（年中無休）、料金無料で利用できる。2020年10月現在、展望室の一角に喫茶コーナーが設けられている。